# Gymnocranius audleyi
Gymnocranius audleyi és una espècie de peix pertanyent a la família dels letrínids.

## Descripció
- Pot arribar a fer 40 cm de llargària màxima (normalment, en fa 35).
- 10 espines i 10 radis tous a l'aleta dorsal i 3 espines i 9-10 radis tous a l'anal.
- La cara interior de l'aleta pectoral no té escates.
- El color general és plantejat o blanquinós i, sovint, amb els costats de color marró clar o oliva.
- El color de les aletes varia entre una tonalitat clara a lleugerament groguenc.
- Pot presentar una franja negrosa que li travessa els ulls.[3][4]

## Alimentació
Menja principalment invertebrats bentònics.

## Hàbitat
És un peix marí, associat als esculls i de clima subtropical (15°S-25°S) que viu entre 8 i 40 m de fondària.

## Distribució geogràfica
Es troba al Pacífic occidental: Austràlia (costa oriental del sud de Queensland i la meitat meridional de la Gran Barrera de Corall).

## Observacions
És inofensiu per als humans i un bon peix per a ésser menjat pels humans, tot i que, de vegades, té un gust desagradable a iode.